# 상이헤안경원숭이
상이헤안경원숭이 (Tarsius sangirensis) 또는 상이헤섬안경원숭이는 안경원숭이과에 속하는 영장류의 일종이다. 인도네시아의 술라웨시섬의 북동부 약 200 킬로미터 떨어진 곳에 있는 산기르 섬에서 발견되는 작은 영장류이다. 2008년에 기술된 시아우 섬의 시아우섬안경원숭이(Tarsius tumpara)는 이전에는 상이헤안경원숭이의 아종으로 간주되었다.